# Mayorga, Leyte

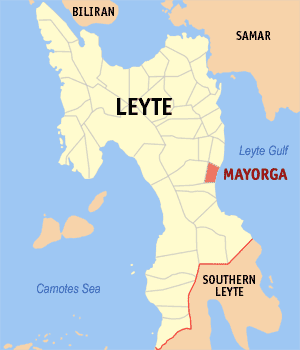
Bản đồ Leyte với vị trí của Mayorga

Mayorga là một đô thị hạng 5 ở tỉnh Leyte, Philippines. Theo điều tra dân số năm 2000, đô thị này có dân số 12.650 người trong 2.616 hộ.

## Các đơn vị hành chính
Mayorga được chia ra 16 barangay.
| - A. Bonifacio - Mabini - Burgos - Calipayan - Camansi - General Antonio Luna - Liberty - Ormocay | - Poblacion Zone 1 - Poblacion Zone 2 - Poblacion Zone 3 - San Roque - Santa Cruz - Talisay - Union - Wilson |